# Ahmed Sékou Touré
Ahmed Sékou Touré (Faranah, 9 gennaio 1922 – Cleveland, 26 marzo 1984) è stato un politico guineano.
È stato presidente della Guinea dal 1958 fino alla sua morte.

## Biografia
Tenne il potere con grande forza, accentrando negli anni il potere nelle sue mani e dei suoi familiari; l'opposizione denunciò le minacce ed i crimini commessi, come l'istituzione di Camp Boiro, un campo di concentramento in cui furono imprigionati e trovarono la morte oppositori politici o presunti tali come Loffo Camara, Fodéba Keïta e Achkar Marof. I suoi detrattori dovettero spesso scegliere fra tacere e andare in esilio. Dal 1965 al 1975 tagliò tutte le relazioni con la Francia, di cui la Guinea era stata una colonia. 
La Guinea mantenne comunque sempre buoni rapporti con moltissimi paesi socialisti; la rottura con la Francia non fu però apprezzata dai colleghi africani, tanto che si verificarono numerosi incidenti diplomatici, provocando in casi non rari l'interruzione dei rapporti diplomatici. D'altra parte Touré si attirò le simpatie dei movimenti anticolonialisti. Il suo principale alleato fu Kwame Nkrumah, presidente del Ghana, che accolse poi nel 1966 dopo un colpo di Stato. Ha fornito sostegno finanziario all'ANC di Nelson Mandela dal 1962 in poi.
Sua figlia Aminata Touré sposò il calciatore Maxime Camara, che divenne poi capo del gabinetto del ministero della Cooperazione internazionale.
Touré morì a Cleveland, negli Stati Uniti d'America, il 26 marzo 1984 durante un'operazione al cuore. 

### L'opera di destabilizzazione
Maurice Robert, responsabile del settore Africa del Service de documentation extérieure et de contre-espionnage (SDECE) dal 1958 al 1968, spiega: "Abbiamo dovuto destabilizzare Sekou Touré, renderlo vulnerabile, impopolare e facilitare il suo rovesciamento. Un'operazione di questa portata comporta diverse fasi: la raccolta e l'analisi delle informazioni, l'elaborazione di un piano d'azione basato su tali informazioni, lo studio e l'attuazione dei mezzi logistici e l'adozione di misure di attuazione del piano. Con l'aiuto dei rifugiati guineani esuli in Senegal, abbiamo organizzato anche dei partigiani d'opposizione a Fouta-Djalon. La supervisione è stata fornita da esperti francesi in operazioni clandestine. Abbiamo armato e addestrato questi oppositori guineani a sviluppare un clima di insicurezza in Guinea e, se possibile, a rovesciare Sékou Touré. Tra queste azioni destabilizzanti, posso citare l'operazione "Persil", ad esempio, che consisteva nell'introdurre nel paese una grande quantità di banconote guineane contraffatte per squilibrare l'economia. »